# Gauche démocrate (Grèce)
Pour la région historique du Sénégal, voir Dimar.
Pour les articles homonymes, voir Gauche démocrate.
La Gauche démocrate (en grec : Δημοκρατική Αριστερά - ΔΗΜ.ΑΡ., Dimokratiki Aristera - DIMAR) est un parti politique grec de gauche.

## Historique

### Création
DIMAR a été fondée en juin 2010 lorsque des membres du courant « Aile du renouveau » (Ανανεωτική Πτέρυγα) ont quitté le parti Synaspismós, lors de son sixième congrès. À cette occasion, quatre députés de la Coalition de la gauche radicale au Parlement grec rejoignent le nouveau parti. Ils sont suivis par 550 militants. Lors de sa première conférence nationale, DIMAR a nommé à sa tête Fótis Kouvélis.

### Résultats électoraux
DIMAR s'est présentée pour la première fois aux élections régionales et municipales de 2010. Dans les régions, le nouveau parti s'est présenté seul ou s'est allié aux Verts écologistes. Dans les municipalités, ses candidats ont rarement présenté leurs propres listes et ont plutôt participé à des listes conduites par le PASOK, les Verts ou la SYRIZA.
Aux élections législatives grecques de mai 2012, DIMAR s'est présentée sous ses propres couleurs. Malgré un sondage de février 2012 le portant à 18 %, le parti n'a obtenu que 6,1 % des voix et 19 députés, terminant septième, derrière les néonazis d'Aube dorée. Il maintient ce résultat à l'occasion des élections législatives de juin 2012, avec 6,3 % des suffrages exprimés et 17 élus. DIMAR accepte ensuite de participer à la coalition gouvernementale formée en juin 2012 et conduite par les conservateurs de la Nouvelle démocratie. Le parti quitte le gouvernement le 21 juin 2013 pour protester contre la fermeture totale de l'audio-visuel public grec.
Crédité par la suite d'intentions de vote en forte baisse, DIMAR ne parvient pas à obtenir d'élu lors des élections européennes de 2014, avec seulement 1,2 % des suffrages exprimés. En deux ans, le parti a perdu plus de 300.000 électeurs. Les élections législatives de janvier 2015 qui suivent sont une débâcle pour la DIMAR, dont la liste commune avec le parti écologiste Prasinoi n'obtient que 0,5 % des suffrages exprimés et aucun élu. Puis lors des élections législatives de septembre 2015, le parti s'allie au PASOK, ce qui lui permet de faire son retour au Parlement avec un élu.

## Idéologie
DIMAR a adopté quatre principes fondamentaux : le socialisme démocratique, une orientation pro-européenne de gauche, une stratégie réformiste, et des préoccupations par rapport à la protection de l'environnement.
Moins marquée à gauche que Synaspismos, DIMAR a pour principales différences avec son ancien parti les positions par rapport à la construction européenne et les rapports avec les sociaux-démocrates du PASOK.

## Dirigeants

### Présidents
- Fótis Kouvélis (2010-2015)
- Thanasis Theocharopoulos (depuis 2015)

## Résultats électoraux

### Élections parlementaires
| Année      | Voix    | %   | Sièges   | Rang | Gouvernement                     |
| ---------- | ------- | --- | -------- | ---- | -------------------------------- |
| 05/2012    | 386 263 | 6,1 | 19 / 300 | 6e   | Gouvernement intermédiaire       |
| 06/2012    | 385 077 | 6,3 | 17 / 300 | 6e   | Gouvernement Samarás, Opposition |
| 01/2015    | 30 074  | 0,5 | 0 / 300  | 13e  | Extra-parlementaire              |
| 09/2015[a] | 341 390 | 6,3 | 1 / 300  | 4e   | Opposition                       |

- ^ Liste commune avec le PASOK au sein de la Coalition démocratique (17 sièges).

### Élections européennes
| Année | Voix   | %     | Sièges | Rang |
| ----- | ------ | ----- | ------ | ---- |
| 2014  | 68 873 | 1,2 % | 0 / 21 | 10e  |